# Lista pierwszych sekretarzy Komitetu Wojewódzkiego PZPR w Gdańsku

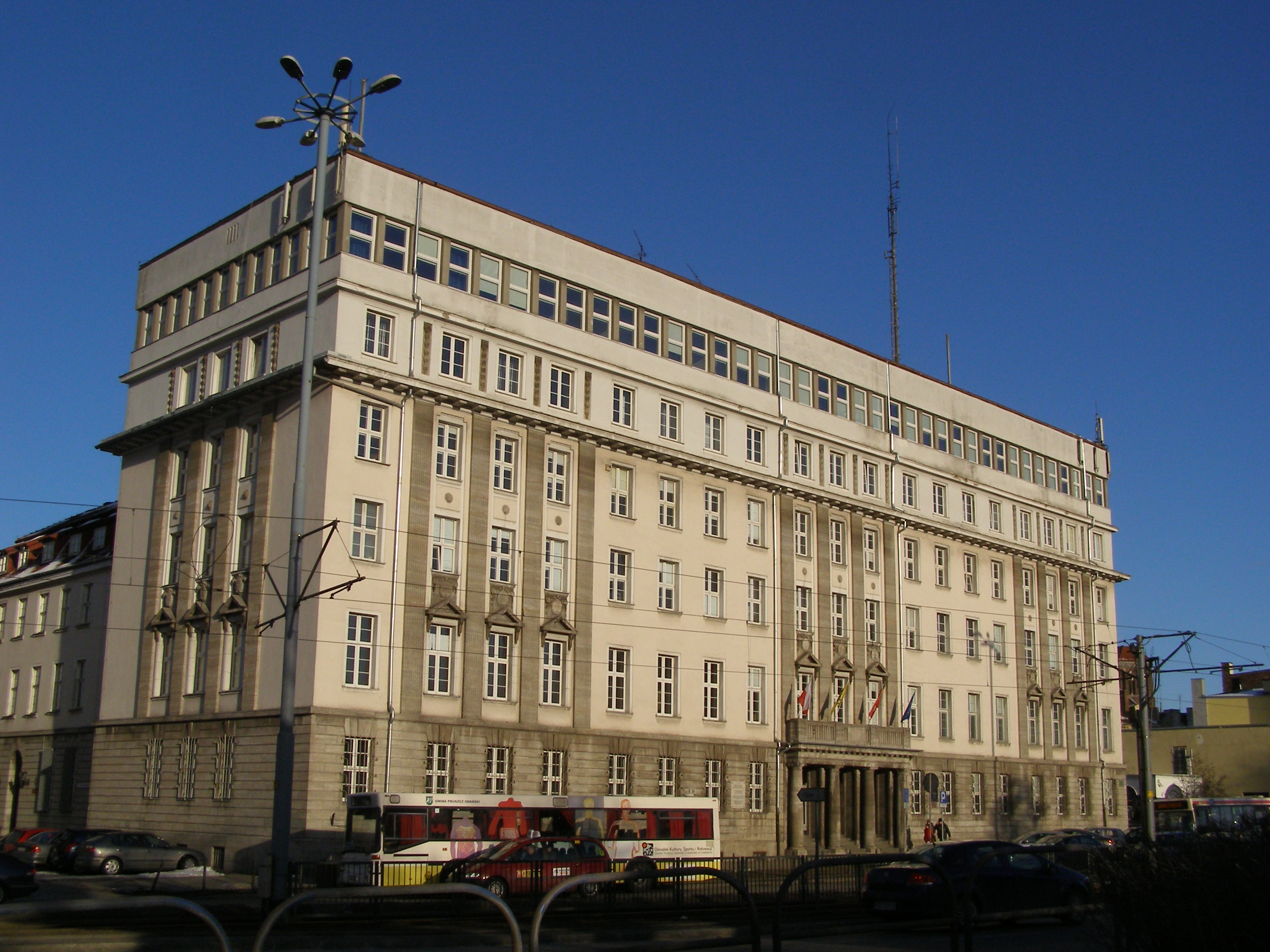
Dawny gmach Komitetu Wojewódzkiego PZPR w Gdańsku

Funkcję I sekretarza Komitetu Wojewódzkiego Polskiej Zjednoczonej Partii Robotniczej w Gdańsku sprawowali kolejno:
- Witold Konopka (15 grudnia 1948 – 27 czerwca 1950)
- Czesław Domagała (27 czerwca 1950 – 3 czerwca 1951)
- Jan Trusz (3 czerwca 1951 – 25 października 1956)
- Józef Machno (25 października 1956 – 2 lutego 1960)
- Jan Ptasiński (4 lutego 1960 – 21 grudnia 1967)
- Stanisław Kociołek (21 grudnia 1967 – 2 lipca 1970)
- Alojzy Karkoszka (2 lipca 1970 – 23 grudnia 1971)
- Tadeusz Bejm (23 grudnia 1971 – 17 maja 1975)
- Tadeusz Fiszbach (17 maja 1975 – 8 stycznia 1982)
- Stanisław Bejger (8 stycznia 1982 – 8 lipca 1988)
- Marek Hołdakowski (8 lipca 1988 – styczeń 1990)